# Liste de localités partagées par une frontière internationale
Cet article recense des localités anciennement unies mais actuellement partagées par une frontière internationale.

## Généralités
Lors de modification de frontières, il arrive que des localités soient partagées par celle-ci et que les deux parties se retrouvent dans deux États distincts.
Cet article recense les localités qui :
- ont formé une entité entière à une époque ;
- ont été séparées en deux localités distinctes lors d'une modification de frontière internationales (entre deux États reconnus) ;
- sont toujours actuellement séparées.

En revanche, cet article ne recense pas :
- les localités anciennement séparées et qui ont été réunifiées par la suite ;
- les localités qui se sont développées de chaque côté d'une frontière, sans qu'il y ait eu séparation (même s'il arrive que les localités portent toutes les deux un nom similaire) ;
- les localités divisées entre deux subdivisions à l'intérieur d'un même État.

## Exemples

### Amérique

#### Canada - États-Unis d'Amérique
- Sault Sainte-Marie (1817) :
  - Sault-Sainte-Marie, Ontario, Canada ;
  - Sault Ste. Marie, Michigan, États-Unis.

### Europe

#### Allemagne / France
- Rosselle (1326)
  - Grande-Rosselle (Sarre), Allemagne
  - Petite-Rosselle (Moselle), France

- Scheibenhardt : congrès de Vienne (1815)
  - Scheibenhardt (Rhénanie-Palatinat), Allemagne
  - Scheibenhard (Bas-Rhin), France

- Bliederstroff, Royaume de France : traité de Paris (1815)
  - Kleinblittersdorf (Sarre), Allemagne
  - Grosbliederstroff (Moselle), France

- Leiding (Rhénanie), Royaume de Prusse : convention du 23 octobre 1829
  - Leidingen (Sarre), Allemagne
  - Leiding (Moselle), France

- Blies-Guerschwiller (Moselle), Royaume de France : convention du 23 octobre 1829
  - Bliesgersweiler Mühle (Sarre), Allemagne
  - Blies-Guersviller (Moselle), France

#### Allemagne / Pologne
À la fin de la Seconde Guerre mondiale, le déplacement de la frontière entre l'Allemagne et la Pologne conduit à la séparation de plusieurs localités, tout d'abord entre la Pologne et la République démocratique allemande, puis avec l'Allemagne en 1990 lors de sa réunification.
- Bad Muskau :
  - Bad Muskau, Allemagne
  - Łęknica, Pologne

- Forst :
  - Forst, Allemagne
  - Zasieki, Pologne

- Francfort-sur-l'Oder :
  - Francfort-sur-l'Oder, Allemagne
  - Słubice, Pologne

- Görlitz :
  - Görlitz, Allemagne
  - Zgorzelec, Pologne ;

- Guben :
  - Guben, Allemagne
  - Gubin, Pologne ;

- Küstrin :
  - Küstrin-Kietz, Allemagne ;
  - Kostrzyn nad Odrą, Pologne.

#### Allemagne / Suisse
- Laufenburg (1800) :
  - Laufenburg (Baden), occupée par la France, actuellement en Allemagne ;
  - Laufenburg, attribuée à la République helvétique, actuellement en Suisse

- Rheinfelden (1802) :
  - Rheinfelden (Baden), Allemagne ;
  - Rheinfelden, Suisse ;

#### Autriche-Hongrie
À la fin de la Première Guerre mondiale, le démembrement de l'Autriche-Hongrie conduit à la division de plusieurs localités en 1918.
- Bad Radkersburg :
  - Bad Radkersburg, Autriche ;
  - Gornja Radgona, Yougoslavie (1918-1991), puis Slovénie ;

- Gmünd :
  - Gmünd, Autriche ;
  - České Velenice, Tchécoslovaquie (1918-1992), puis République tchèque ;

- Komárom :
  - Komárom, Hongrie ;
  - Komárno, Tchécoslovaquie (1918-1992), puis Slovaquie

- Teschen :
  - Cieszyn, Pologne ;
  - Český Těšín, Tchécoslovaquie (1918-1992), puis République tchèque ;

#### Belgique / France
Tous les villages suivants furent séparés lors du Traité d'Utrecht en 1713
- Wervicq :
  - Wervik, Belgique
  - Wervicq-Sud, France
- Les Moëres
  - Les Moëres (Belgique), Belgique
  - Les Moëres (Nord), France
- Comines : 
  - Comines (Belgique), Belgique
  - Comines (Nord), France
- Warneton :
  - Warneton (Belgique), Belgique
  - Warneton-Sud, France
- Bas-Warneton :
  - Bas-Warneton, Belgique
  - Warneton-Bas, France

En Belgique, Comines,Warneton et Bas-Warneton ont fusionné en Comines-Warneton. 
En France, Warneton-Sud et Warneton-Bas ont fusionné en Warneton.
Tous les villages suivant furent séparés au XVIIe siècle puis la séparation fut entérinée en 1820 par le traité de Courtrai. 
- Gœgnies-Chaussée
  - Gœgnies-Chaussée
  - Gognies-Chaussée
- Leers
  - Leers-Nord
  - Leers-Sud

#### Belgique / Pays-Bas
- Baerle
  - Baerle-Duc, Belgique
  - Baerle-Nassau, Pays-Bas
- Clinge
  - La Clinge, Belgique
  - Clinge, Pays-Bas
- Vroenhoven
  - Vroenhoven, Belgique
  - Oud-Vroenhoven, Pays-Bas

#### Estonie / Lettonie
- Walk, Livonie (1920) :
  - Valga, Estonie
  - Valka, Lettonie

#### Estonie / Russie
- Navra, URSS (anciennement en Estonie, divisée en 1945 après son annexion par l'URSS, séparée entre deux pays en 1991 à l'indépendance de l'Estonie) :
  - Narva, Estonie
  - Ivangorod, Russie

#### Finlande / Suède
- Tornio, Royaume de Suède (1809, partagée avec le grand-duché de Finlande, composante de l'Empire russe) :
  - Tornio, Finlande
  - Haparanda, Suède

#### France / Suisse
- Saint-Gingolph (partagée en 1549 lors du traité de Thonon entre le duché de Savoie et la République des Sept-Dizains) :
  - Saint-Gingolph, France ;
  - Saint-Gingolph, Suisse ;

#### Italie / Slovénie
- Gorizia, Italie (1947) :
  - Gorizia, Italie ;
  - Nova Gorica, Yougoslavie (1947-1991), puis Slovénie ;

#### Italie / Vatican
- Rome, Italie (1929) :
  - Rome, Italie ;
  - Vatican ;